# Мелилья (аэропорт)
Аэропорт Мелилья (исп. Aeropuerto de Melilla) (IATA: MLN, ICAO: GEML) — аэропорт в Мелилье, испанском эксклаве в Африке. Аэропорт расположен примерно в 4 километрах к юго-западу от города, недалеко от границы с Марокко. Между 1931 и 1967 годами Мелилью обслуживал аэродром Тауима (ныне международный аэропорт Надор ), даже после того как Марокко получило независимость в 1956 году. Аэропорт Мелилья, контролируемый Испанией, открылся только в 1969 году. Его пропускная способность составляет до 500 000 пассажиров в год.

## История
В 1931 году был рядом с Мелильей был построен аэропорт совместного базирования Тауима. В 1930-х годах рядом с Мелильей также был аэродром гидропланов в Мар-Чика, который представлял дополнительные возможности авиаперелетов с использованием гидросамолетов Dornier Do J. В 1956 году после окончания испанского протектората над северным Марокко аэропорт оказался на территории Марокко. До 1967 года Мелилье был предоставлен ограниченный доступ к аэропорту на охраняемом автобусе. 
В 1969 году нынешний аэропорт был открыт на территории Мелильи . Компания Spantax начала работать на нем с De Havilland Canada DHC-6 Twin Otter, а позже — с De Havilland Canada DHC-7. 
В 1980 году на смену Spantax пришла Aviaco, в то время дочерняя компания Iberia, которая использовала Fokker F27.
В 1997 году пассажиропоток составил 351 000 пассажиров.
16 апреля 2013 года Melilla Airlines начала работу по первому маршруту Малага — Мелилья. Через полтора года компания прекратила свою деятельность. 
В 2023 году пассажиропоток составил 501 069 человек; аэропорт принял 10 755 самолётов. Впервые в его истории пассажиропоток оказался выше пропускной способности (500 000 пассажиров в год).

## Инфраструктура

### Терминал
В терминале имеется 6 стоек регистрации, 3 выхода на посадку и 2 ленты выдачи багажа. Он также имеет отдел поддержки пассажиров, пользователей и клиентов, который отвечает за обработку предложений пассажиров по услугам и возможностям аэропорта. Также есть контроль безопасности и паспортный контроль.

### Аэродром
- Диспетчерская вышка [7]
- Взлетно-посадочная полоса 15/33: 1433 м.
- Платформа: 6 парковочных мест.
- Вертолетная площадка
- Пожарная станция

## Награды
В 2014 году делегация Испанского комитета людей с ограниченными возможностями (CERMI) наградила аэропорт Мелильи премией CERMI MELILLA 2014 AWARD за безбарьерную среду.
В 2018 и 2019 годах он был отмечен наградой ACI за качество обслуживания в аэропорту ASQ как лучший европейский аэропорт за качество обслуживания.